# Comisión General de Reclamaciones entre México y los Estados Unidos
Die Comisión general de reclamaciones entre México y los Estados Unidos de América, englisch: General claims commission: United States and Mexico, war ein bilaterales internationales Schiedsgericht der Regierungen der Vereinigten Staaten von Amerika und der Vereinigten Staaten von Mexiko.
Die rechtliche Grundlage war die General Claims Convention, ein Abkommen vom 8. September 1923, mit der das Procedere zum Klären von finanziellen Forderungen von juristischen Personen eines Staates an die Regierung des anderen Staates festgelegt wurde.
Mit der am 10. September 1923 vereinbarten Special Claims Convention wurde die Grundlage für die Special Claims Commission vereinbart, welche über vorrangige Forderungen von juristischen Personen aus den USA entscheiden sollte, die durch die mexikanische Revolution verursacht waren.
Die Konventionen wurde am 1. Februar 1924 vom mexikanischen Parlament ratifiziert. Die Ratifizierungsurkunden wurden am 1. März 1924 ausgetauscht. Das Schiedsgericht setzte sich aus drei Richtern zusammen und trat im August 1924 zum ersten Mal zusammen und traf im November 1941 seine letzte Entscheidung. Das Schiedsgericht entschied über Weiterungen, Beschwerden und Forderungen, die zwischen dem 4. Juli 1868 und dem 7. Oktober 1940 datiert waren. Durch die Entscheidungen wurde die mexikanische Regierung zur Zahlung von 40 Millionen USD verpflichtet. Die Ursachen der Forderungen waren hauptsächlich Beschlagnahmungen und Eigentumsschäden, Enteignungen von landwirtschaftlichen Nutzflächen, Bankverbindlichkeiten und Vertragsverletzungen.

## Kommissionsmitglieder
Von August 1924 bis August 1927 saß Cornelis van Vollenhoven der Commissión vor. In dieser Funktion wurde er von Kristian Sindballe abgelöst, der am 1. Juli 1929 von diesem Amt zurücktrat.
Counselors: Genaro Fernández MacGregor, Fred K. Nielsen
Carlyle Reginald Barnett, Enrique Munguia, Jr.

## Entscheidungen der Comisión General de Reclamaciones
- 31. März 1926 North American Dredging Company of Texas/Regierung von Mexiko[3]
- 27. April 1927: Francisco Mallén Konsul in El Paso (Texas), /Regierung der USA,[4]
- 12. Oktober 1928: J.J. Boyd/Regierung von Mexiko[5][6]

### Kontroverse
Es gibt Kontroversen über den Vertrag. So wird z. B. behauptet, dass der Vertrag von Bucareli Mexiko daran hinderte, Spezialmaschinen (Motoren, Flugzeuge usw.) oder Präzisionsmaschinen zu produzieren, so dass Mexiko die durch den Vertrag verursachte technologische Rückständigkeit noch nicht überwunden hat. Darüber hinaus haben in der Zeit zwischen 1910 und 1930 Bürgerkriege und mehrere Militärputsche und interne Rebellionen (einige davon von den Vereinigten Staaten und anderen ausländischen Nationen wie Großbritannien und Deutschland unterstützt) die mexikanische Industrie zerstört, Kriegsreparationen verlangsamten die Hochschulbildung sowie die Forschung und technologische Entwicklung, während soziale und politische Instabilität Auslandsinvestitionen vertrieben.